# Јежи Пиц
Вилхелм Јежи Пиц (2. новембар 1915 – 4. април 1954) био је пољски фудбалер који је играо на позицији везног играча.
Заједно са својим старијим братом Ришардом Пицом, представљали су Напшод Липини - мали тим из малог засеока Липини, који никада није успео да се квалификује у највишу лигу, али је играо значајну улогу у међуратном пољском фудбалу.
Био је део пољске репрезентације на Летњим олимпијским играма 1936. године, али није играо ни на једној утакмици.  Пиц је одиграо 4 утакмице за репрезентацију. Позван је на Светско првенство у фудбалу 1938. године, али није путовао са репрезентацијом у Француску. Током рата, наставио је да игра у Напжоду, који је био приморан да промени име у ТуС Липине. После рата, од 1946. до 1948. године, играо је за АКС Хожов.